# Rafael Esquivel Melo
Rafael Esquivel Melo (Tenerife, Espanya, 16 d'agost de 1946) és un dirigent esportiu veneçolà d'origen espanyol. Va ser vicepresident de la Confederació Sud-americana de Futbol (CONMEBOL) i president de la Federació Veneçolana de Futbol (FVF).
Va ser arrestat a Zúric (Suïssa), el 27 de maig de 2015, a petició del Departament de Justícia dels Estats Units acusat, juntament amb altres sis executius de la FIFA, de diversos delictes de corrupció en el marc de l'anomenat Cas Fifagate. El març de 2016, Esquivel va ser extradit als EUA. Va sortir, a l'espera de judici, en llibertat condicional sota fiança de set milions de dòlars.
El juliol de 2017, el Comitè d'Ètica de la FIFA el va inhabilitar a perpetuïtat per a exercir qualsevol activitat relacionada amb el món del futbol en considerar-lo culpable d'haver infringit diversos articles del codi ètic.

## Trajectòria
La família Esquivel va emigrar a Veneçuela quan ell només tenia quatre anys. Amb setze anys va començar a treballar a la banca on va ocupar diversos càrrecs. Com a gerent d'una agència, va ser traslladat a l'Illa Margarita per obrir una nova sucursal. Va començar a jugar futbol amb l'equip del banc i va crear la Asociación de Fútbol del Estado Nueva Esparta, que va presidir fins a 1972. Amb la seva família regenten diversos negocis i, amb l'empresa Digasmar, tenen el control de la distribució de gasolina a l'Illa Margarita.

### Federació Veneçolana de Futbol
El 1986, Esquivel va retirar-se de la banca i l'any següent va arribar a la vicepresidència de la Federació Veneçolana de Futbol (FVF) durant el mandat de René Hemmer, que va morir l'any 1988. Aquest mateix any, va guanyar la primera de les 10 eleccions consecutives a la presidència de la FVF, de la que va ser president des de l'any 1987 fins a l'any 2015.

### Conmebol
El març de 2015, Rafael Esquivel va ser elegit Primer Vicepresident de la Confederació Sud-amèrica de Futbol (CONMEBOL) en el marc del seu 65è congrés ordinari. Esquivel va exercir el càrrec de Primer Vicepresident durant els mandats del president, Eugenio Figueredo, que també va ser detingut a Zúric, el 27 de maig de 2015, i Nicolás Leoz, detingut posteriorment, en el referit Cas Fifagate.

## Fifagate
El 27 de maig de 2015, Rafael Esquivel va ser un dels set membres de la FIFA detinguts a l'Hotel Baur au Lac de Zuric (Suïssa), en el marc de les investigacions liderades pel Departament de Justícia dels Estats Units en el conegut com a Cas Fifagate. Els dirigents, que estaven preparant el 65è congrés de la FIFA per elegir nou president, van ser formalment acusats de diversos delictes de corrupció. Les investigacions de l'FBI van determinar que els delictes s'havien comès des de l'any 1991 i que el total defraudat superava els 150 milions de dòlars. Entre els set detinguts hi havia dos vicepresidents de la FIFA, Jeffrey Webb i Eugenio Figueredo, a més de Julio Rocha, Costas Takkas, Eduardo Li i José Maria Marin. Simultàniament, una altra operació d'escorcoll es va realitzar a la seu de la Confederació del Nord, Centreamèrica i el Carib de Futbol Associació (CONCACAF) a Miami.
Un total de dues empreses i divuit persones van estar involucrades en aquest cas de corrupció. Quatre d'aquestes persones havien admès prèviament la seva culpabilitat i van actuar com a informadors de l'FBI, tenint un paper decisiu el que va ser president de la CONCACAF, Chuck Blazer, que va morir el 12 de juliol de 2017 a l'edat de setanta-dos anys.
El novembre de 2016, Esquivel va declarar-se culpable, davant la justícia nord-americana, de diversos delictes de corrupció i va acordar la devolució de setze milions de dòlars per evitar una possible condemna de presó.
El 21 de novembre de 2017, el Comitè d'Ètica de la FIFA, per la violació de les regles generals de conducta i altres vulneracions del codi ètic, el va inhabilitar a perpetuïtat per exercir qualsevol activitat vinculada al món del futbol.
Extradit de Suïssa als EUA, el març de 2016 es va declarar no culpable i va quedar en llibertat sota fiança de set milions de dòlars, arrest domiciliari i control electrònic a l'àrea de Nova York i Florida. El novembre de 2016 es va declarar culpable i va acordar pagar setze milions de dòlars. La sentència definitiva està prevista pel 2020 en data per determinar.